# WinMX
WinMX（ウィン エムエックス）は2001年にFrontcode Technologiesが開発した、Peer to Peerを用いたファイル共有ソフトである。

## 概要
Napster互換のプロトコルを利用した中央サーバ型のファイル交換機能と、独自プロトコルを利用したサーバに頼らないピュアP2P型ネットワーク機能の両方を併せ持つ。世界各地にNapster互換サーバが立てられており、誰でも自由にログインできるサーバーから、テーマが決まっている会員制のサーバまで様々なものがある。複数のネットワークに同時に接続することができる。
Microsoft Windows 98以降のMicrosoft Windowsのオペレーティングシステムで動作する。2バイトコードを扱えることから日本では利用者が多く、ACCSの実態調査では2005年までの長期にわたって、日本では最も多く利用されたファイル共有ソフトとなった。
日本においてはブロードバンド創成期と重なり、2ちゃんねるなどの掲示板では「お礼は三行以上」(ファイル交換を希望する際、相手方にお礼を三行以上の文章で書くという意味)という言葉も流行するなど、良くも悪くも一時代を築いたファイル共有ソフトであった。
大半の利用者は、著作権の侵害にあたる（主に公衆送信権）音楽や映画、ソフトウェア等の違法ファイルの交換を行っており、日本において2001年11月に著作権侵害をしたとして学生が逮捕されている。
2017年7月にWinMXの開発チームはWinMXのリブート版・Fopnuを公開した。

## チャット機能
WinMXはチャット機能を有しており、前述のWinMX利用者の逮捕以降は、ファイル交換を目的としないチャット専門の利用者も増加しつつある。
チャットのプロトコルは2専の主＠またーりとそのチームにより解析後、一般に公開され、それを利用したツール類が公開されている。
尚、チャット以外のプロトコル(検索・転送等)も全て同氏とそのチームにより既に解析済ではあるが、ファイル共有までをサポートしたツールはリリースされていない。
以下のようなツールが存在する。
- WinMX本体にて立てたチャットサーバを、遠隔管理するツール(RCMS等)
- チャットサーバを立てるだけのツール
- チャットサーバに入り、チャットする機能だけを持ったツール（チャットクライアント）

WinMX用チャットサーバ
- 日本製 Ouka Chat Server(公式サイト閉鎖に伴い開発・配布終了),NACS
- 外国製 FXServer,WCS,MCS,MXCS,roSe,MACS,MCMA,OPE,WPCS,LCS,SCHS

WinMX用チャットクライアント
- 日本製 主クライアント,Ouka Client(公式サイト閉鎖に伴い開発・配布終了)
- 外国製 RoboMX

## WPNと互換サーバー
元々WinMXは、Napster互換プロトコルを利用していたが、Napster社の方針変更に伴い接続は不可能となった。
既にNapster互換のプロトコルはハッカーの手によって独自改良されており、OpenNapプロトコルと呼ばれる独自のプロトコルが存在し、世界中にOpenNapプロトコルによる草の根サーバーが存在した。
その為、WinMXを運営するfrontcode社によるWPNP（WinMX Peer Network Protcol）を利用したWPN（WinMX Peer Network）サーバーを利用する方法と
OpenNapプロトコルによるサーバーを利用する方法があった。
日本では、OpenNapによるサーバーを特に子鯖と呼び長く利用されてきた。
このOpenNapプロトコルは、後述する互換サーバーとは別物である。

## 正規サーバー閉鎖と互換サーバーの台頭
2005年9月21日に、同年6月下旬に米国最高裁で出された判決に基づく警告書が、WinMX.comなど複数のP2P企業に送られ、同日ホームページと全WinMXネットワークが閉鎖された。
10月中旬よりインターネット上のハッカーの手によってWinMX互換サーバーが建てられ、現在でも非公認のハッキングによってWinMXネットワークの利用が可能であるが、正式なWinMX.comの運営するネットワークではない。
WinMXをハッキングして利用するには、hostsファイルの書き換えを行うか、DLLファイルを導入する方法がある。これらはWinMXネットワークの接続先を公式なものから互換サーバーに変更する働きがある。
サーバ閉鎖の影響からか、翌年の実態調査（ACCSの2006年調査）では、調査開始以来続いていた利用率首位の座をWinnyに明渡した。

## 関連書籍
- 津田大介『だからWinMXはやめられない』インプレス、2003年 ISBN 978-4844318002